# Scopula albofasciata
Scopula albofasciata är en fjärilsart som beskrevs av Hans Rebel 1914. Scopula albofasciata ingår i släktet Scopula och familjen mätare. Inga underarter finns listade.